# Friedrich Leibbrandt
 Friedrich Leibbrandt (* 16. Juli 1894 in Karlsruhe; † 15. Januar 1960 in Freiburg im Breisgau) war ein deutscher Chemiker, Manager und Politiker (SPD).

## Leben
Er war ein Sohn des Beamten Julius Leibbrandt und Lina Malmsheimer. Nach dem Besuch der Oberrealschule in Karlsruhe erfolgte das Studium der Naturwissenschaften, insbesondere der Chemie, in Deutschland und Frankreich, das er mit dem Examen als „Ingénieur chimiste“ abschloss. Sodann erfolgte die Promotion zum Dr. rer. nat. an der Albert-Ludwigs-Universität Freiburg, an deren chemischen Institut er in der Folgezeit als Erster Assistent tätig war. Es folgten zahlreiche Veröffentlichungen auf dem Gebiet der Alkaloidchemie sowie über chemotherapeutische, pflanzen- und tierpsychologische Untersuchungen. Aus diesen Arbeiten resultierten viele Patente, die zu technischer Ausführung in der Medizin kamen.
Leibbrandt nahm als Offizier am Ersten Weltkrieg teil, aus dem er schwer verwundet zurückkehrte.
Nach der Heirat mit Dr. Alice Italiener (1894–1980), der Tochter einer jüdischen Kaufmannsfamilie aus Berlin, die ebenfalls Chemikerin war, gründeten beide die Leibbrandt & Co., GmbH, Chemische Fabrik Freiburg i.Baden. 1932 wurde er Geschäftsführer des Unternehmens. Nach der Machtübernahme durch die Nationalsozialisten 1933 war die Fortführung des Unternehmens zusehends schwieriger, doch die zahlreichen Versuche einer Emigration scheiterten zunächst. Schließlich ging er 1937 ins Exil nach Frankreich, aus dem er erst nach dem Ende des Zweiten Weltkrieges zurückkehrte. 1945 wurde er Präsident der Industrie- und Handelskammer Freiburg.
Leibbrandt beteiligte sich 1946 an der Gründung der Sozialistischen Partei in Baden (SPB), aus der im November 1948 der badische Landesverband der Sozialdemokraten hervorging. Er war Vorsitzender der SPB in Freiburg und wurde in den Landesvorstand der Partei gewählt. Im Oktober 1946 wurde er Mitglied der Kreisversammlung Freiburg im Breisgau. Von 1946 bis 1947 war er Mitglied der Beratenden Landesversammlung des Landes Baden und dort stellvertretender Vorsitzender der SPB-Fraktion. Seit der Wahl am 18. Mai 1947 gehörte er auch dem Badischen Landtag, dem ersten frei gewählten Parlament des Landes Baden nach dem Zweiten Weltkrieg, an. Am 4. September 1951 legte er sein Mandat nieder. Sein Nachfolger im Parlament war Gustav Fimpel.
Am 1. Januar 1946 wurde Leibbrandt von der Französischen Militärregierung als Ministerialdirektor mit der Leitung des (süd-)badischen Verwaltung für Wirtschaft betraut. Er amtierte seit dem 2. Dezember 1946 als Staatssekretär für Wirtschaft und Arbeit in der von Präsident Leo Wohleb geführten provisorischen Regierung (Staatssekretariat) und seit dem 6. August 1947 unter selbigem als Minister für Wirtschaft und Arbeit. In diesen Funktionen wirkte er maßgeblich am Wiederaufbau von Baden mit, vor allem im Bereich des Wohnungsbaus. Im Zuge der Bildung einer CDU-Alleinregierung trat er am 4. Februar 1948 von seinem Amt zurück, sein Nachfolger als Minister wurde Eduard Lais. Leibbrandt arbeitete weiterhin im Ministerium, später war er Leiter des Landesgewerbeamtes.
1952 wanderte Leibbrandt nach Brasilien aus, wo er in der Privatwirtschaft tätig war.